# Дрюдас
Дрюда́с (фр. Drudas, окс. Drudàs) — коммуна во Франции, находится в регионе Юг — Пиренеи. Департамент — Верхняя Гаронна. Входит в состав кантона Кадур. Округ коммуны — Тулуза.
Код INSEE коммуны — 31164.

## География

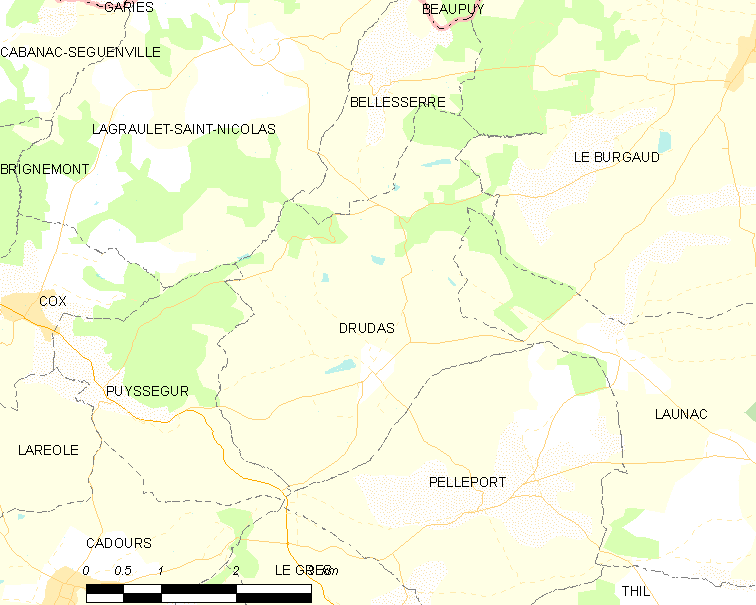
Карта коммуны

Коммуна расположена приблизительно в 580 км к югу от Парижа, в 33 км к северо-западу от Тулузы.

## Климат
Климат умеренно-океанический. Зима мягкая и снежная, весна характеризуется сильными дождями и грозами, лето сухое и жаркое, осень солнечная. Преобладают сильные юго-восточные и северо-западные ветры.

## Население
Население коммуны на 2010 год составляло 181 человек.
| 1962 | 1968 | 1975 | 1982 | 1990 | 1999 | 2010 |
| ---- | ---- | ---- | ---- | ---- | ---- | ---- |
| 184  | 153  | 147  | 137  | 138  | 171  | 181  |

## Администрация
| Период | Период | Фамилия            | Партия | Примечания |
| ------ | ------ | ------------------ | ------ | ---------- |
| 2001   | 2008   | Поль-Люсьен Кутюро |        |            |
| 2008   | 2010   | Жерар Финанс       |        |            |
| 2010   | 2020   | Дени Дюлон         |        |            |

## Экономика
В 2010 году среди 112 человек трудоспособного возраста (15—64 лет) 89 были экономически активными, 23 — неактивными (показатель активности — 79,5 %, в 1999 году было 80,6 %). Из 89 активных жителей работали 82 человека (39 мужчин и 43 женщины), безработных было 7 (3 мужчин и 4 женщины). Среди 23 неактивных 3 человека были учениками или студентами, 14 — пенсионерами, 6 были неактивными по другим причинам.

## Достопримечательности
- Замок Дрюдас (XVIII век). Исторический памятник с 2010 года[4]
- Церковь Сент-Абдон-э-Сеннен